# Glenniea unijuga
Glenniea unijuga är en kinesträdsväxtart som beskrevs av Joseph Dalton Hooker. Glenniea unijuga ingår i släktet Glenniea och familjen kinesträdsväxter. Inga underarter finns listade i Catalogue of Life.